# Cmentarz żydowski w Ścinawie
Cmentarz żydowski w Ścinawie – znajduje się przy ulicy Witosa. Pierwszy pochówek miał miejsce w 1845 roku. Ostatnie pochówki pochodzą z lat 30. XX wieku. Nekropolia zajmuje powierzchnię 0,19 ha, nagrobki są pogrupowane w siedmiu rzędach. Inskrypcje są hebrajskie bądź mieszane, hebrajsko-niemieckie. Zachowało się około 100 nagrobków. Cmentarz jest bardzo dobrze zachowany.

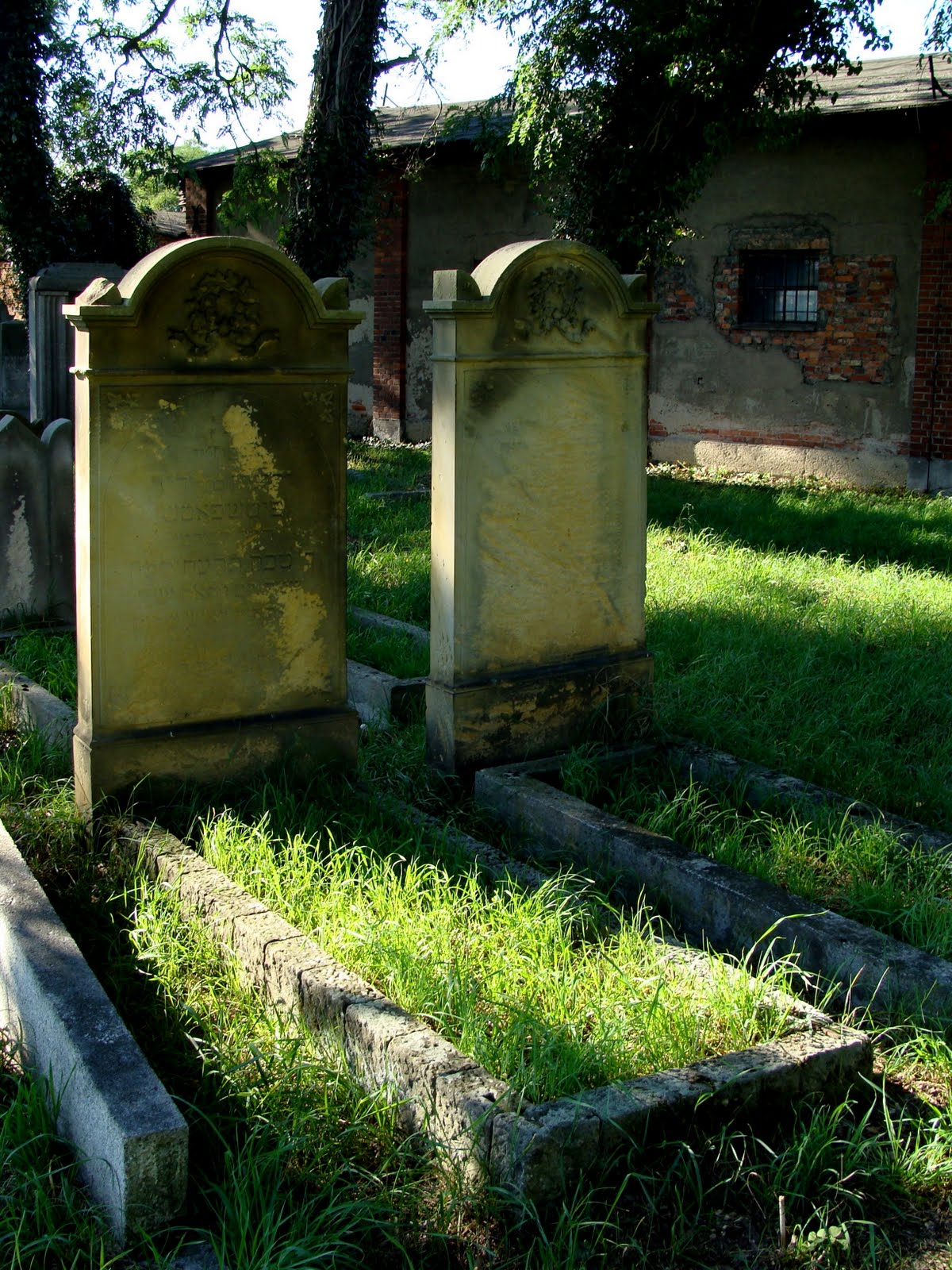
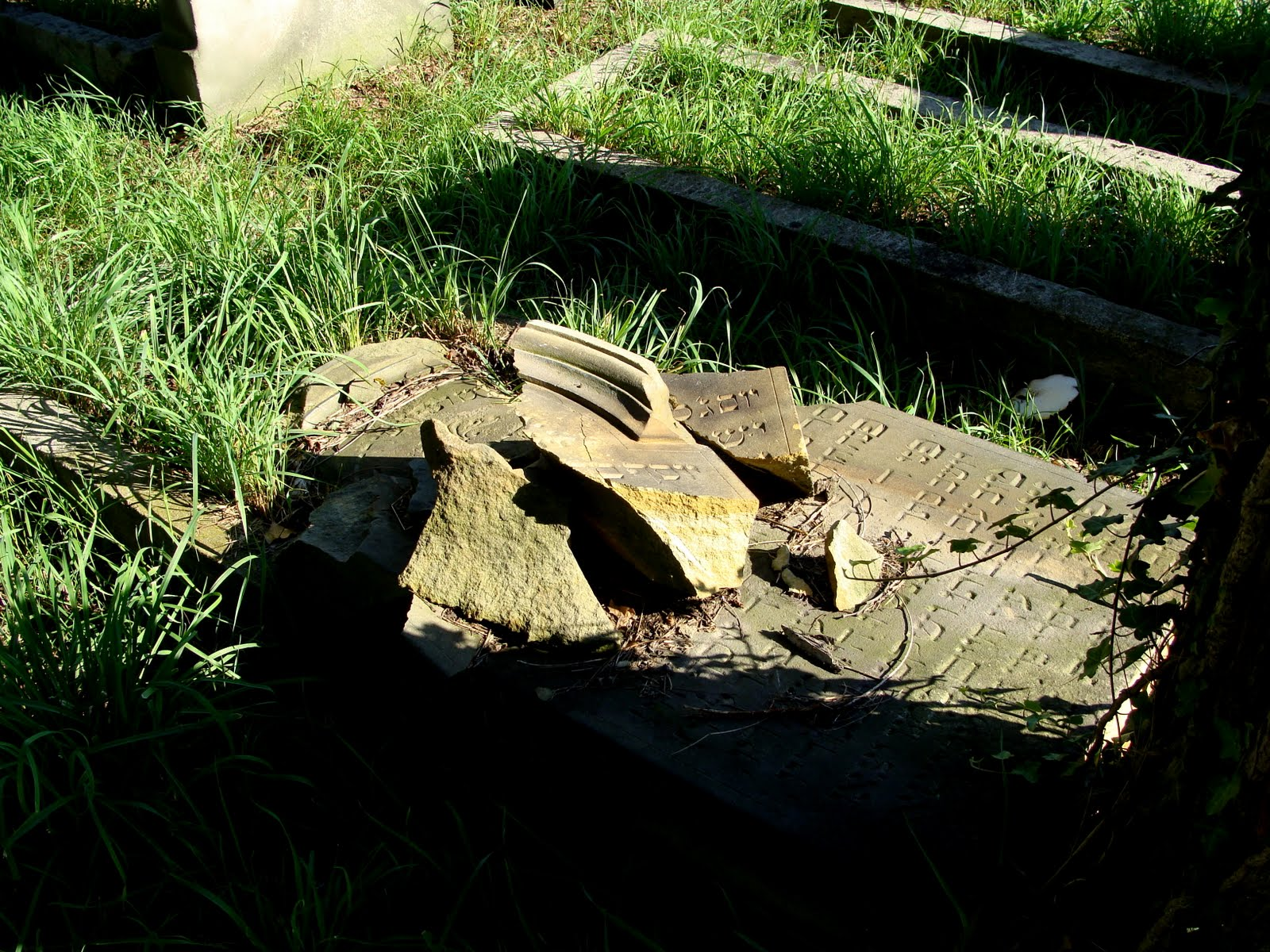
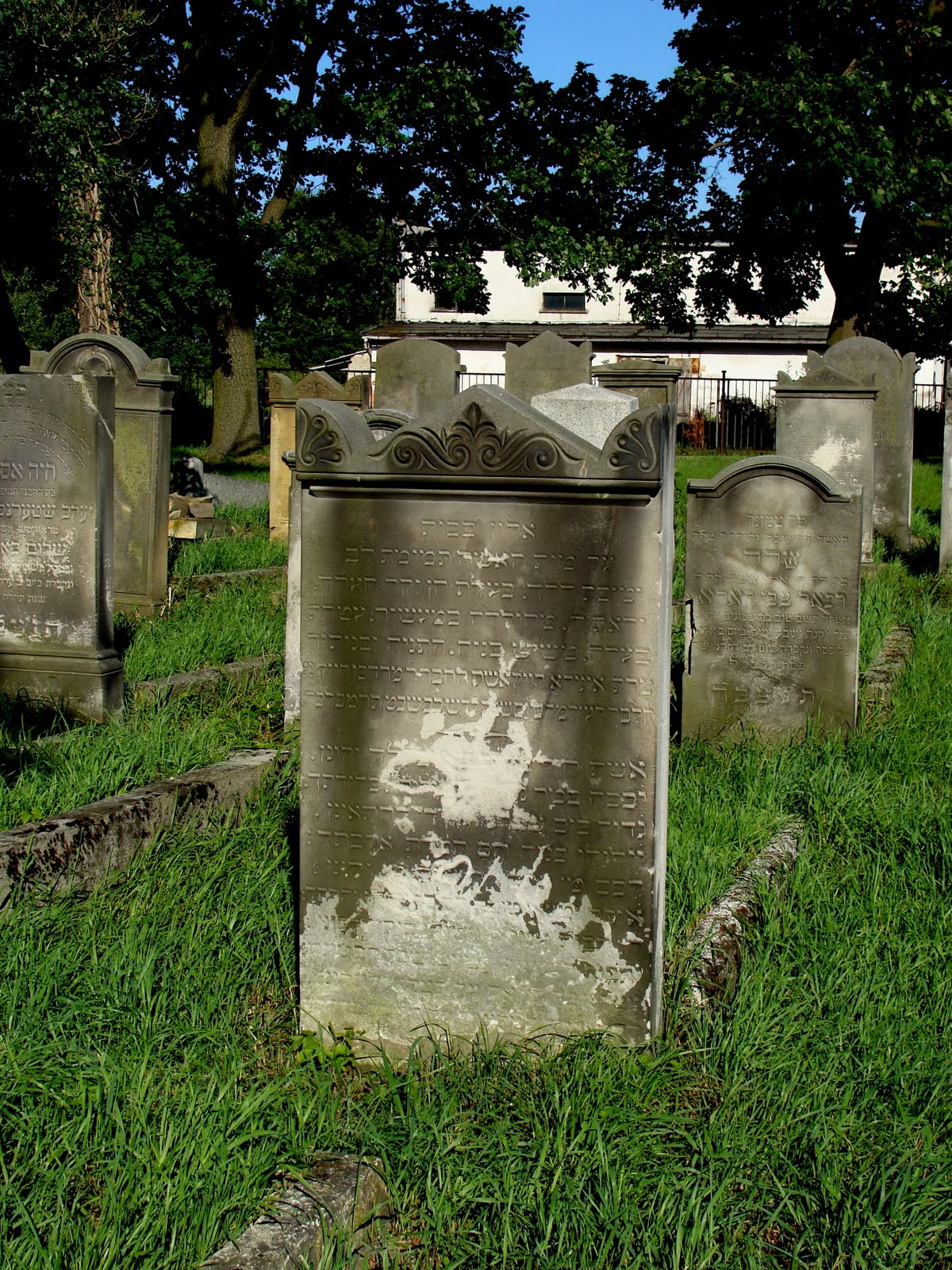